# Charles Ericksen
Karl Fredrik Ericksen, més conegut com a Charles Ericksen (Tønsberg, Vestfold, Noruega, 20 de juny de 1875 - Nova York, 23 de febrer de 1916) va ser un lluitador noruec que va representar els Estats Units als Jocs Olímpics de Saint Louis de 1904, on va guanyar la medalla d'or en la categoria de pes wèlter, de fins a 71,7 kg, en imposar-se a la final a William Beckman. Fins a arribar a la final Ericksen havia superat a Jerry Winholtz i William Hennessy.
El 2012 historiadors noruecs van trobar documentació que demostrava que Ericksen no va rebre la ciutadania estatudinenca fins al 22 de març de 1905. Aquests mateixos historiadors van sol·licitar que aquest or fos atorgat a Noruega.